# Batasio
 Batasio és un gènere de peixos de la família dels bàgrids i de l'ordre dels siluriformes.

## Distribució geogràfica
Es troba a l'Àsia Sud-oriental i meridional.

## Taxonomia
- Batasio affinis (Blyth, 1860)[3][4]
- Batasio batasio (Hamilton, 1822)[5]
- Batasio dayi (Vinciguerra, 1890)[6][7]
- Batasio elongatus (Ng, 2004)[8]
- Batasio fasciolatus (Ng, 2006)[9]
- Batasio feruminatus (Ng & Kottelat, 2007)[10]
- Batasio fluviatilis (Day, 1888)[11]
- Batasio macronotus (Ng & Edds, 2004)[12][13]
- Batasio merianiensis (Chaudhuri, 1913)[14]
- Batasio niger (Vishwanath & Darshan, 2006)[15]
- Batasio pakistanicus (Mirza & Jafn, 1989)[16]
- Batasio procerus (Ng, 2008)[17]
- Batasio sharavatiensis (Bhatt & Jayaram, 2004)[18][19]
- Batasio spilurus (Ng, 2006)[9]
- Batasio tengana (Hamilton, 1822)[20]
- Batasio tigrinus (Ng & Kottelat, 2001)[21]
- Batasio travancoria (Hora & Law, 1941)[22][23][24][25][26][27][28][29]